# Tähtivaeltaja-díj
A Tähtivaeltaja egy finn sci-fi-díj, amelyet 1986-tól osztanak ki a legjobb sci-fi könyv kategóriában, a Tähtivaeltaja magazin szervezésében.

## Győztesek
| Év   | Író                      | Cím (eredeti nyelven)      | Cím (finn nyelven)          |
| ---- | ------------------------ | -------------------------- | --------------------------- |
| 2013 | Gene Wolfe               | The Shadow of the Torturer | Kiduttajan varjo            |
| 2012 | Hannu Rajaniemi          | Kvanttivaras               | Kvanttivaras                |
| 2011 | Maarit Verronen          | Kirkkaan selkeää           | Kirkkaan selkeää            |
| 2010 | Hal Duncan               | Vellum                     | Vellum                      |
| 2009 | Cormac McCarthy          | Tie                        | na                          |
| 2008 | Richard Matheson         | Olen legenda               | Vaskikirjat                 |
| 2007 | Stepan Chapman           | Troikka                    | na                          |
| 2006 | Risto Isomäki            | Sarasvatin hiekkaa         | ua                          |
| 2005 | Michael John Harrison    | Valo                       | na                          |
| 2004 | J. G. Ballard            | Super-Cannes               | Super-Cannes                |
| 2003 | Ray Loriga               | Tokio ya no nos quiere     | Tokio ei välitä meistä enää |
| 2002 | Jonathan Lethem          | Gun, with Occasional Music | Musiikkiuutisia             |
| 2001 | Pasi Ilmari Jääskeläinen | Missä junat kääntyvät      | Missä junat kääntyvät       |
| 2000 | Will Self                | Great Apes                 | Suuret apinat               |
| 1999 | Stefano Benni            | Baol                       | Baol                        |
| 1998 | Dan Simmons              | Hyperion                   | Hyperion                    |
| 1997 | Theodore Roszak          | Flicker                    | Flicker                     |
| 1996 | Mary Rosenblum           | Harhainvalta               | Harhainvalta                |
| 1995 | Iain Banks               | The Player of Games        | Pelaaja                     |
| 1994 | Simon Ings               | Headlong                   | Kuuma pää                   |
| 1993 | Philip K. Dick           | The Man in the High Castle | Oraakkelin kirja            |
| 1992 | William Gibson           | Neuromancer                | Neurovelho                  |
| 1991 | Philip K. Dick           | A Scanner Darkly           | Hämärän vartija             |
| 1990 | Brian W. Aldiss          | Helliconia Trilogy         | Helliconia-trilogia         |
| 1989 | Flann O’Brien            | The Third Policeman        | Kolmas konstaapeli          |
| 1988 | Greg Bear                | Blood Music                | Veren musiikkia             |
| 1987 | Joanna Russ              | The Female Man             | Naisten planeetta           |
| 1986 | Cordwainer Smith         | novellagyűjtemény          | Planeetta nimeltä Shajol    |